# 長蛇 (神話生物)
長蛇，是中國古代傳說中的蛇，見載於《山海經》中的〈北山經〉。

## 形象
《山海經》中的長蛇記載為：「北二百八十里，曰大咸之山，無草木，其下多玉。是山也，四方，不可以上。有蛇名曰長蛇，其毛如彘豪，其音如鼓柝。」此蛇身上長著像豬毛般的毛髮，其叫聲則像大鼓、木梆一類敲擊樂器的聲音。
與其形象相似的傳說中的蛇，尚有據說能吞象的巴蛇，與及被后羿殺死的修蛇。

## 外部連結
- 招災引禍的怪鳥怪獸 （页面存档备份，存于）